# HuffYUV
HuffYUV (ou Huffyuv) est un codec vidéo Win32 très rapide et sans perte de qualité écrit par Ben Rudiak-Gould et publié sous les termes de la licence GPL. Il a été créé pour remplacer le format non compressé YCbCr pour la capture vidéo. Bien que ce format s'appelle HuffYUV, ce n'est pas de la compression YUV, mais bien YCbCr.
Sans perte signifie que la sortie du décompresseur est identique bit par bit au signal original avant compression. En effet, aucune conversion colorimétrique n'est effectuée. Le codec est rapide puisqu'il suffit d'une seconde pour convertir 38 Mo sur un Celeron à 416 MHz. L'algorithme d'HuffYUV est similaire à celui du JPEG-LS sans pertes.
La dernière version de HuffYUV date de 2002.